# 壁宿增十五
壁宿增十五（双鱼座48，48 Psc）是双鱼座的一个分光双星系统，视星等为+6.06，距离地球约762光年。